# Ngerulmud

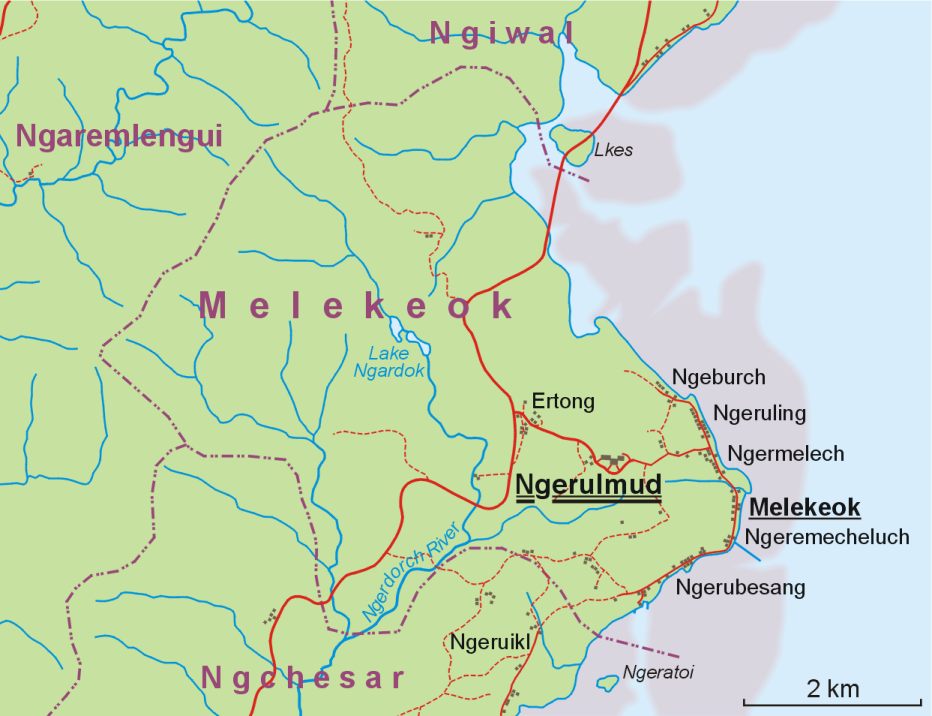
Położenie Ngerulmudu w stanie Melekeok

Ngerulmud – nowo wybudowana miejscowość w stanie Melekeok w Palau, do której przeniesiono 7 października 2006 stolicę kraju, którą była wcześniej miejscowość Koror. Ngerulmud znajduje się w odległości 2 km od stolicy stanu Melekeok – miejscowości Melekeok. Zabudowa Ngerulmudu składa się z głównego gmachu rządowo-parlamentarnago (National Capitol Complex) i budynków pomocniczych.